# 卸骨术
卸骨术，中国中医骨科和武术结合的产物。顾名思义，此种功夫可以将人的关节脱臼，也可以治疗安装。并且有一套训练和学习的方法，来掌握这门功夫和医术。